# Aéroport international de Guaymas
L'aéroport international Général José María Yáñez (code IATA : GYM • code OACI : MMGM • code DGAC M. : GYM), connu également comme aéroport international de Guaymas, est un aéroport international situé à Guaymas, dans l'État de Sonora, au nord-ouest du Mexique. Il gère le trafic aérien national et international pour la ville de Guaymas. Il a été nommé en l'honneur du général José María Yáñez, qui a défendu Guaymas au XIXe siècle contre une armée de 400 flibustiers français, allemands et chiliens. Il est exploité par Aeropuertos y Servicios Auxiliares, une société appartenant au gouvernement fédéral. 

## Statistiques
En 2017, l'aéroport a accueilli 14 159 passagers et en 2018, 13 061 passagers. 

## Histoire

### Service de jet fermé
Une compagnie aérienne basée aux États-Unis a exploité un service régulier d’avions à réaction à partir de Guaymas dans les années 1970. En 1975, Hughes Airwest assurait offrait un service sans escale vers Phoenix (PHX) quatre jours par semaine avec un avion de ligne McDonnell Douglas DC-9-30, ce vol offrait un service omnibus à destination de San Jose, Californie (SJC), San Francisco (OFS), Sacramento (SMF), Eugene, OR (EUG). Portland, OR (PDX) et Seattle (SEA).  
Aeroméxico a exploité un service quotidien de jets McDonnell Douglas DC-9-30 de Guaymas sans escale à Tucson (TUS) pendant plusieurs années dans les années 1980 et 1990.  
US Airways avait l'habitude de se rendre de Phoenix – Sky Harbor à Guaymas avec un avion Bombardier CRJ200 ; la route était initialement exploitée par les avions Beechcraft 1900 et Bombardier Dash 8. Le service a été interrompu à la fin de 2012.  

## Compagnies aériennes et destinations
| Compagnies              | Destinations                                       |
| ----------------------- | -------------------------------------------------- |
| Aéreo Servicio Guerrero | Guerrero Negro, Loreto, Los Mochis                 |
| Calafia Airlines        | Guerrero Negro, Hermosillo, Isla de Cedros, Loreto |

## Aéroports à proximité
- Aéroport international de Ciudad Obregón (124 km)
- Aéroport de Hermosillo (126 km)
- Aéroport international de Loreto (225 km)
- Aéroport national de Guerrero Negro (304 km)
- Aéroport international de Los Mochis (313 km)

## Voir également
- Liste des aéroports les plus fréquentés au Mexique